# Lotus Seven
Lotus Seven — невеликий легкий двомісний спортивний автомобіль з відкритим верхом, вироблявся британською компанією Lotus з 1957 до 1972 року.
Модель розроблена засновником Lotus Cars Коліном Чепменом, і вважається втіленням філософії компанії через малу споряджену масу та простоту. Після закінчення виробництва Lotus продав права на модель компанії Caterham Cars, яка по теперішній час випускає, як комплекти для збирання, так і повністю зібрані автомобілі під назвою Caterham 7.